# Wild de Wenatchee
Le Wild de Wenatchee est une franchise américaine de la Ligue de hockey de l'Ouest.

## Histoire
L'équipe est créée le 16 juin 2023 à la suite du déménagement de l'Ice de Winnipeg. Avant cela, la franchise a débuté en 1996 sous le nom de l'Ice d'Edmonton, puis de l'Ice de Kootenay avant de rejoindre Winnipeg en 2019. 
Elle commence ses activités à partir de la saison 2023-2024 et dispute ses matchs à domicile au Town Toyota Center. Kevin Constantine est prévu pour être l'entraineur, mais est suspendu par la ligue le 25 septembre 2023 et son contrat est rompu le 5 octobre 2023. L'équipe décide alors d'engager Roy Sommer le 12 octobre 2023.

## Joueurs
| No    | Nom              | Nat. | Position  | Arrivée                                    |
| ----- | ---------------- | ---- | --------- | ------------------------------------------ |
| +031, | Daniel Hauser    |      | Gardien   | 2019 - École préparatoire d'Edge           |
| +035, | Brendan Gee      |      | Gardien   | 2023 - Académie de hockey Delta            |
| +002, | Landon Young     |      | Défenseur | 2022 - Oilers Junior d'Edmonton            |
| +005, | Ashton Cumby     |      | Défenseur | 2020 - Bobcats de Lloydminster             |
| +008, | Jonas Woo        |      | Défenseur | 2021 - Bruins de Winnipeg                  |
| +020, | Kurt Rookes      |      | Défenseur | 2023 - Wolverines de Waywayseecappo        |
| +025, | Kyle Marsden     |      | Défenseur | 2022 - Oil Barons de Fort McMurray         |
| +026, | Chase Bambrick   |      | Défenseur | 2021 - Hurricanes de Lethbridge            |
| +044, | Graham Sward     |      | Défenseur | 2022 - Chiefs de Spokane                   |
| +055, | Karter Prosofsky |      | Défenseur | 2018 - Académie élite de la Côte Pacifique |
| +004, | Ashton Brown     |      | Attaquant | 2022 - Kings de Sherwood Park              |
| +007, | Turner McIntyre  |      | Attaquant | 2023 - Chiefs de Red Deer                  |
| +009, | Zachary Benson   |      | Attaquant | 2020 - Académie élite de hockey de Yale    |
| +010, | Evan Friesen     |      | Attaquant | 2021 - Blues de Winnipeg                   |
| +011, | Gabriel Ludwig   |      | Attaquant | 2023 - Thunderbirds de Seattle             |
| +013, | Oscar Lovsin     |      | Attaquant | 2023 - Northstars de Calgary               |
| +014, | Dawson Seitz     |      | Attaquant | 2023 - Oil Kings d'Edmonton                |
| +015, | Briley Wood      |      | Attaquant | 2023 - Titans de Neepawa                   |
| +017, | Ty Fraser        |      | Attaquant | 2022 - Hurricanes de Lethbridge            |
| +018, | Hayden Moore     |      | Attaquant | 2021 - Bruins de Winnipeg                  |
| +019, | Miles Cooper     |      | Attaquant | 2021 - École préparatoire d'Edge           |
| +023, | Rodžers Bukarts  |      | Attaquant | 2023 - GCK Lions                           |
| +027, | Luka Shcherbyna  |      | Attaquant | 2023 - Chiefs de Spokane                   |
| +028, | Conor Geekie     |      | Attaquant | 2019 - Chiefs de Yellowhead                |
| +045, | Steven Arp       |      | Attaquant | 2022 - Stampeders de Swan Valley           |
| +086, | Kent Isogai      |      | Attaquant | 2023 - Phantoms de Yougstown               |
| +093, | Matthew Savoie   |      | Attaquant | 2021 - Fighting Saints de Dubuque          |